# Zaniemyśl (gmina)
Zaniemyśl – gmina miejsko-wiejska w województwie wielkopolskim, w powiecie średzkim, z siedzibą w Zaniemyślu. W latach 1975–1998 w województwie poznańskim.
Według danych z 31 grudnia 2017 roku gminę zamieszkiwało 6886 osób.

## Struktura powierzchni
Gmina Zaniemyśl ma obszar 106,76 km² (2002), w tym:
- użytki rolne: 65%
- użytki leśne: 25%

Gmina stanowi 17,13% powierzchni powiatu.

## Demografia
Gmina liczy 6529 mieszkańców (31 marca 2011).

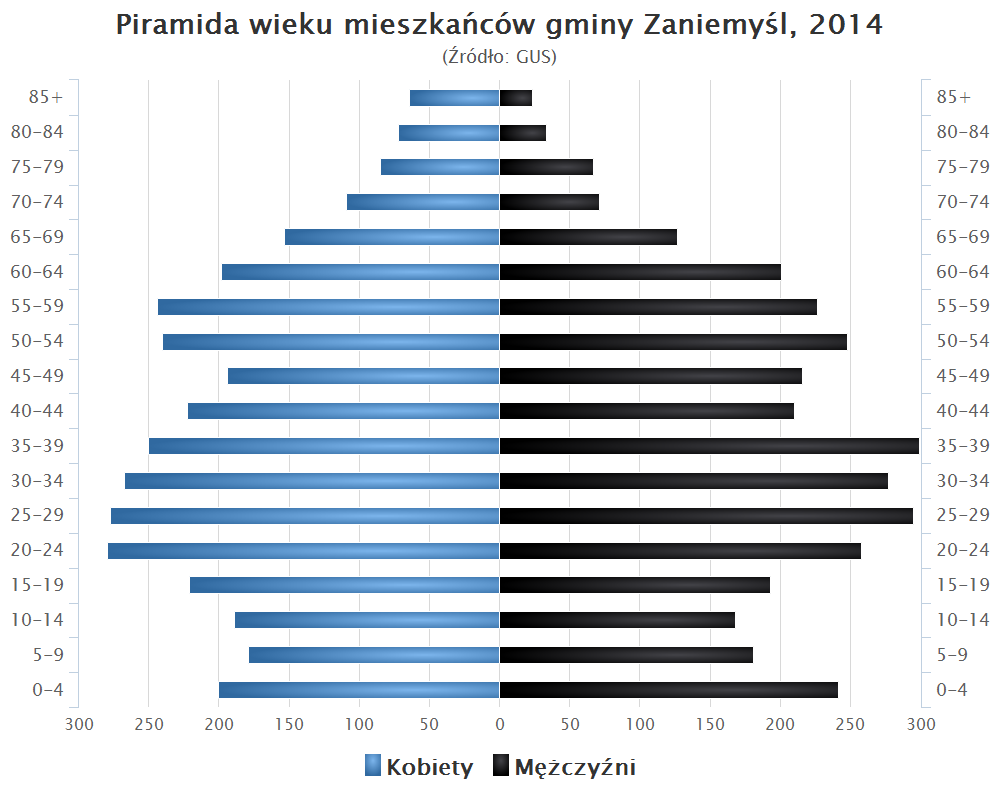
Piramida wieku mieszkańców gminy Zaniemyśl w 2014 roku

Dane z 30 czerwca 2004:
| Opis                              | Ogółem | Ogółem | Kobiety | Kobiety | Mężczyźni | Mężczyźni |
| --------------------------------- | ------ | ------ | ------- | ------- | --------- | --------- |
| jednostka                         | osób   | %      | osób    | %       | osób      | %         |
| populacja                         | 6163   | 100    | 3191    | 51,8    | 2972      | 48,2      |
| gęstość zaludnienia (mieszk./km²) | 57,7   | 57,7   | 29,9    | 29,9    | 27,8      | 27,8      |

## Sąsiednie gminy
Kórnik, Krzykosy, Książ Wielkopolski, Śrem, Środa Wielkopolska